# Vulpes
Vulpes är ett släkte i familjen hunddjur. I släktet ingår de flesta men inte alla hunddjur som kallas rävar.
Arterna förekommer i Eurasien, Afrika och Nordamerika (inklusive norra Mexiko). Rödräven introducerades dessutom i Australien.
Habitatet utgörs huvudsakligen av öppna landskap som den arktiska tundran, stäpper, öknar och halvöknar samt bergsängar. Bara rödräven kan anpassa sig till tätare växtlighet och den blev i flera regioner kulturföljare.

## Utseende
Arterna i släktet har en långsträckt kropp med jämförelsevis korta extremiteter. Huvudet kännetecknas av en smal och lång nos samt av stora spetsiga öron. Den yviga svansen har minst halva längden av övriga kroppen (huvud och bål) och är ibland lika lång. En körtel som sitter på svansens ovansida nära svansroten avsöndrar ett luktande sekret. Lukten beskrivs som typisk rävig. Svansens spets har vanligen en annan färg än pälsen på andra kroppsdelar, oftast svart eller vit.
Fennek är den minsta arten med en kroppslängd (huvud och bål) av 33 till 40 cm (sällan så lite som 25 cm), en svanslängd av 18 till 31 cm och en vikt av 0,8 till 1,9 kg. Med en kroppslängd av 55 till 72 cm, en svanslängd av 28 till 49 cm och en vikt av 3,4 till 9 kg är rödräven störst i släktet.

## Taxonomi
Arternas taxonomi var länge omstridd. Mammal Species of the World och IUCN listar 12 arter i släktet Vulpes:
- rödräv (Vulpes vulpes)
- indisk räv (Vulpes bengalensis)
- blanfordräv eller gråhårig räv (Vulpes cana)
- kamaräv (Vulpes chama)
- korsakräv (Vulpes corsac)
- tibetansk räv (Vulpes ferrilata)
- fjällräv (Vulpes lagopus)
- ökenkatträv (Vulpes macrotis)
- sandräv (Vulpes pallida)
- brunryggad sandräv (Vulpes rueppelli)
- präriekatträv (Vulpes velox)
- fennek (Vulpes zerda)

Ibland räknas arterna fennek och blanfordräv till ett eget släkte – Fennecus, och fjällräv till släktet Alopex.
Vulpes är det latinska ordet för räv.